# Vier- und Marschlande

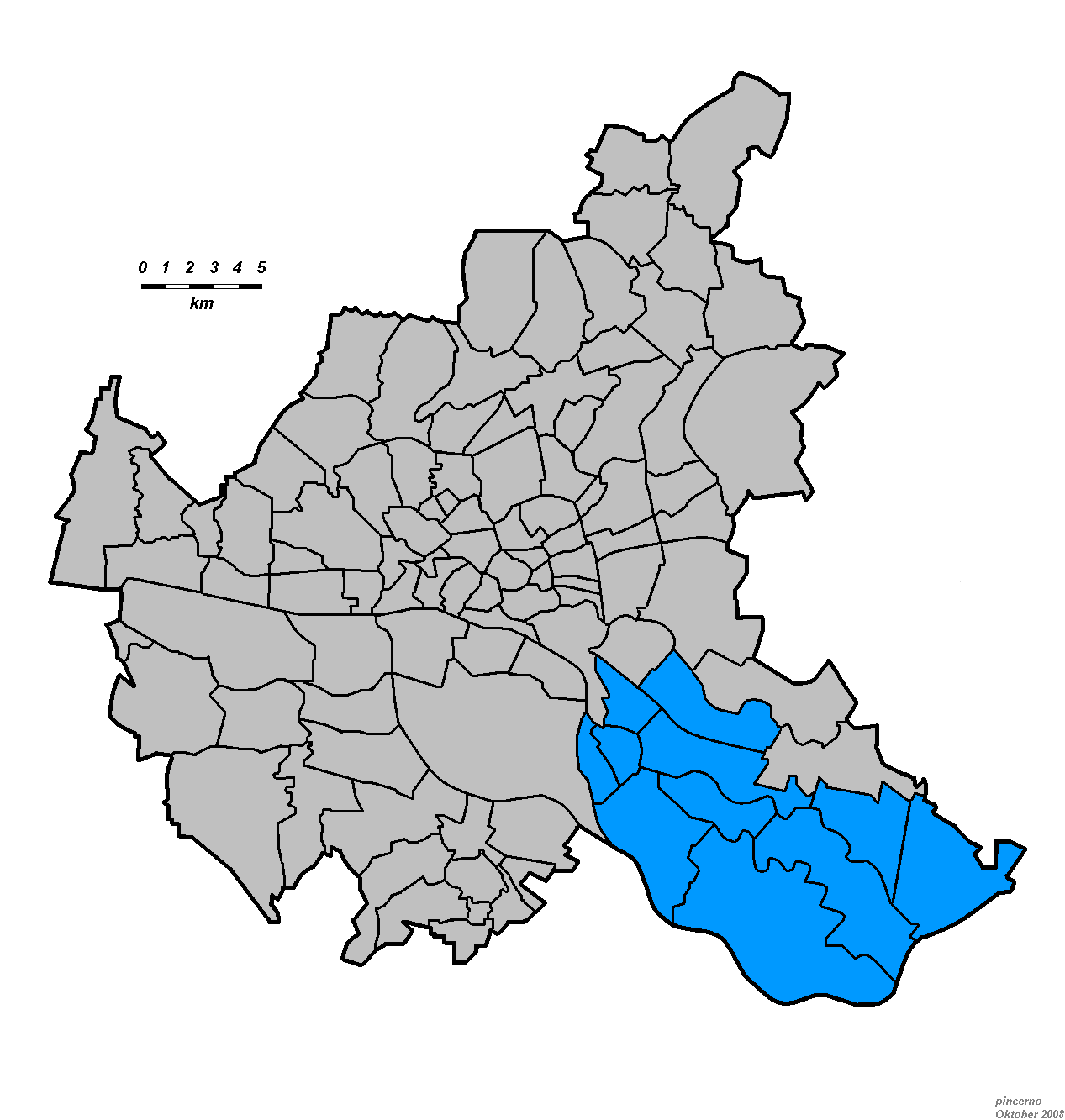
Lage der Vier- und Marschlande in Hamburg

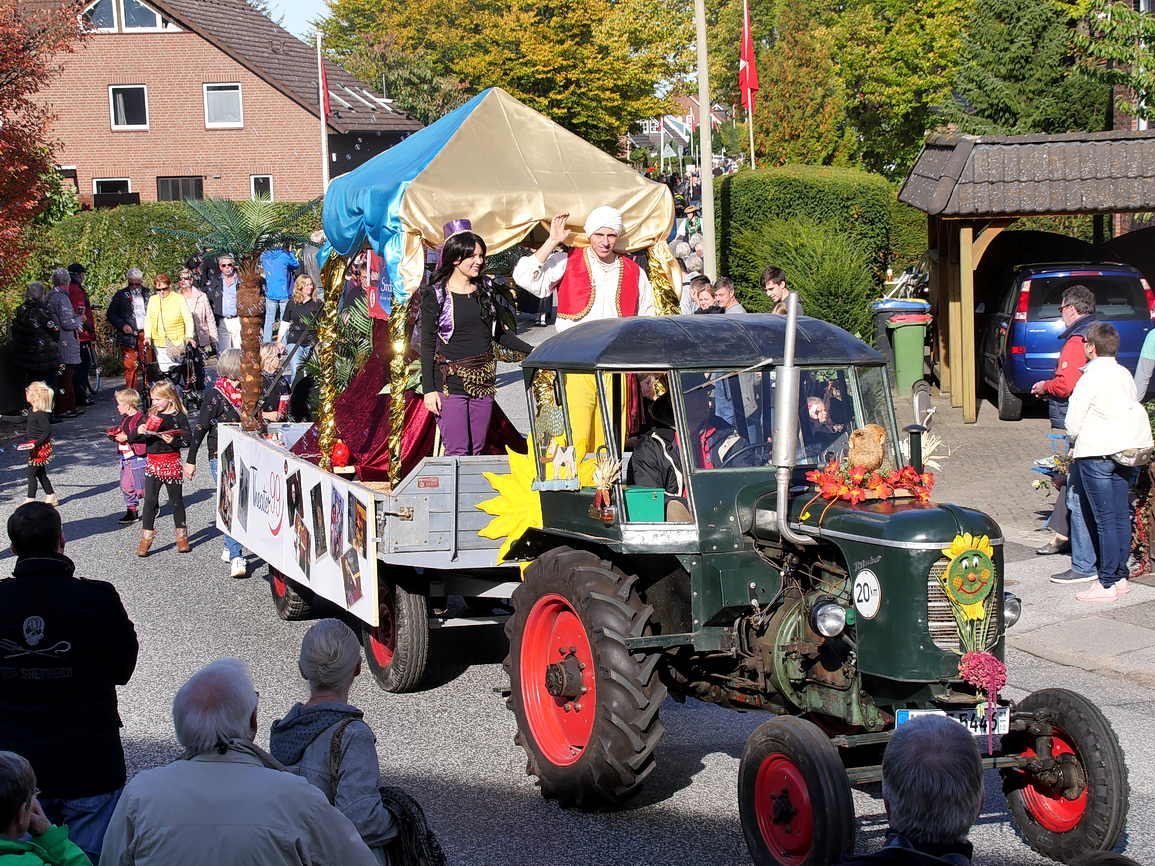
Erntedankfest in den Hamburger Vier- und Marschlanden

Die Vier- und Marschlande sind ein 13.163 Hektar umfassendes, landwirtschaftlich geprägtes Gebiet mit 27.431 Einwohnern (Stand 31. Dezember 2015) im Hamburger Bezirk Bergedorf. Während die Marschlande bereits seit dem späten 14. Jahrhundert zum Hamburger Landgebiet gehören, wurden die Vierlande bis ins 19. Jahrhundert von Hamburg und Lübeck gemeinsam verwaltet. Nach dem Ende der „beiderstädtischen“ Herrschaft (Kondominium) im Jahre 1867 kamen sie ganz zu Hamburg.
Bis zum 1. März 2008 bildeten die Vier- und Marschlande einen gemeinsamen Ortsamtsbereich.
Die Vier- und Marschlande bestehen aus zwölf Stadtteilen:
in den Vierlanden:
- Altengamme
- Curslack
- Kirchwerder
- Neuengamme

in den Marschlanden:
- Allermöhe
- Billwerder
- Moorfleet
- Neuallermöhe (seit dem 1. Januar 2011)
- Ochsenwerder
- Reitbrook
- Spadenland
- Tatenberg